# Liste der Michigan State Historic Sites im Isabella County

Lage des Isabella Countys in Michigan

Diese Liste der Michigan State Historic Sites im Isabella County nennt alle als Michigan State Historic Site eingestuften historischen Stätten im Isabella County im US-Bundesstaat Michigan. Die mit † markierten Stätten sind gleichzeitig im National Register of Historic Places eingetragen.
| Name                                                         | Bild | Lage | Ort            | Eintrag seit  |
| ------------------------------------------------------------ | ---- | --- | -------------- | ------------- |
| Central Michigan University Informational Designation        |      | benachbart zu Warriner Hall auf dem Kampus                                                                         | Mount Pleasant | 19. Jan. 1957 |
| Central Michigan University’s First Class Informational Site |      | 201 South Main Street                                                                                              | Mount Pleasant | 1. März 1968  |
| Doughty House†                                               |      | 301 Chippewa St | Mount Pleasant | 17. Mai 1973  |
| Isaac A. Fancher Building                                    |      | 101 E Broadway | Mount Pleasant | 25. Aug. 1982 |
| Founding of Mount Pleasant Commemorative Designation         |      | 200 Main Street, an der Ecke zur Mosher Street                                                                     | Mount Pleasant | 26. Aug. 2000 |
| Island Park Swimming Pool                                    |      | Lincoln Street an der Kreuzung mit der Main Street                                                                 | Mount Pleasant | 21. Nov. 1991 |
| Mission Creek Cemetery                                       |      | 1475 South Bamber Road, nördlich der Pickard Rd., südlich der River Rd., auf der südlichen Seite des Mission Creek | Mount Pleasant | 10. Apr. 1986 |
| Sacred Heart Academy                                         |      | 316 East Michigan Avenue                                                                                           | Mount Pleasant | 18. Mai 1989  |
| St. John’s Episcopal Church†                                 |      | 206 West Maple Street                                                                                              | Mount Pleasant | 11. Feb. 1972 |
| Shepherd Village Power House                                 |      | 314 West Maple Street                                                                                              | Shepherd       | 24. Apr. 1981 |
| Sherman City Union Church                                    |      | südöstliche Ecke der Kreuzung von West Vernon und Wyman Roads                                                      | Sherman City   | 3. Aug. 1979  |
| Frank S. Sweeney House                                       |      | 304 South Washington                                                                                               | Mount Pleasant | 10. Juni 1987 |
| United States Indian School - School Building                |      | Harris Street, Kampus des Mount Pleasant Regional Center for Developmental Disabilities                            | Mount Pleasant | 17. Jan. 1986 |

## Belege
1. ↑  National Register Information System. In: National Register of Historic Places. National Park Service, abgerufen am 13. März 2009 (englisch).